# Hofrychtéř
Hofrychtéř (německy Hofrichter, latinsky iudex curiae) byl v českých zemích titul vysokého úředníka, soudce. Vyskytuje se od vrcholného středověku do novověku.

## Český soudce nad městy
Úřad hofrychtéře, latinsky iudex curiae civitatum ragalium, vznikl v Čechách roku 1337, kdy Jan Lucemburský (králem 1310-1346) vydělil soudní pravomoc nad královskými městy z úřadu podkomořího. K hofrychtéři bylo mj. možné se odvolat od městských soudů. V Čechách nepatřil mezi nejvyšší zemské úředníky (beneficiarii supremi).

### Seznam hofrychtéřů královských měst Českého království
- 1351–1359 Frenclín z Posenbacha
- 1372 Oto, soused staroměstský
- 1381–1383 Bernard Černý
- 1390–1396 Prokop Galm
- 1400 Vavřinec
- 1403 Bernard
- 1404 Ondřej Geschrei
- 1404–1413 Vavřinec Martinů
- 1414–1419 Jan Celný
- 1436–1446 Matyáš Louda z Chlumčan
- 1454 Jan († 1454)
- 1457–1458 Ondráček od Tří králů
- 1465 Samuel z Hrádku a Valečova
- 1473–1476 Jan z Radíče
- 1476–1483 Matěj
- 1488–1502 Jan Hlaváč ze Třibřich
- 1503–1504 Zikmund Chmelický[2]
- 1506–1508 Mikeš z Černčic (Loun)
- 1510–1513 Jan Vražda z Kunvaldu
- 1513–1518 Václav Roztocký z Teplé
- 1519–1521 Jan Hlavsa
- 1522–1523 Jan Pašek z Vratu (před 1470 Starý Knín – 15. 3. 1533 Toušeň)
- 1523–1524 Jan Hlavsa z Liboslavi († 18. 1. 1534)
- 1529–1533 Jan Vyskytenský z Vyskytné
- 1536–1538 Petr Osovský z Adlaru
- 1538–1547 Jakub Fikar z Vratu († 1547)

## Moravský markraběcí soudce
Hofrychtéř patřil v Moravském markrabství mezi sedm nejvyšších stavovských zemských úředníků vedle zemského hejtmana, českého (královského) maršálka, komorníka, sudího, písaře a podkomořího. 
V souvislosti s obnovou úřadu markraběte moravského vznikl po polovině 14. století nový dvorský soud, jehož soudce se také nazýval hofrychtéř, lat. iudex curiae. V roce 1523 za Ludvíka Jagelonského (markrabětem 1516–1526) byl úřad v souvislosti s dělením úřadů mezi stavy vyhrazen rytířům. Do konce 16. století mu odpadla agenda lenních otázek a v jeho kompetenci zůstaly jen pře rytířského stavu. Na zemském sněmu byl předsedou rytířského stavu. Obnovené zřízení zemské (1628) potvrdilo úřad rytířům, jeho obsah se ovšem rychle snižoval. V rámci správní úpravy Karel VI. v roce 1726 začlenil úřad hofrychtéře do moravského královského tribunálu, hlavního zemského správního orgánu. Úřad zanikl v roce 1748.

### Seznam hofrychtéřů (dvorských sudí) Moravského markrabství
- 1350 Frenclín (Frank z Kunovic?)
- 1353 Bohuslav z Vícova
- 1464–1469 Ctibor z Cimburku na Tovačově
- 1481–1520 Jakub Šarovec ze Šarova na Krumsíně
- 1526–1536 (?) Ctibor Drnovský z Drnovic
- 1524–1549 Vilém z Víckova
- 1551 Zikmund Valecký z Mirova na Miroslavi
- (1547–1573 Přemek z Malenovic – místodržící)
- 1560–1570 Václav Hodický z Hodic na Miroslavi
- 1570–1574 Václav starší Podstatský z Prusínovic na Vrchoslavicích
- 1575–1576 Bohuš Kokorský z Kokor na Laškově
- (1576 Jiří Vlk z Konecchlumí na Rakovém)
- 1578–1602 Bernard Drnovský z Drnovic na Rejci
- 1602 Jan Hodějovský z Hodějova
- 1608 Vilém Dubský z Třebomyslic na Novém Městě
- 1610–1612 Václav Zahradecký ze Zahrádek
- 1612–1618 Bedřich Jakartovský z Vlašimi
- (1620 ? Václav Jakartovský)
- 1628–1641 Kryštof Karel Konický ze Švábenic
- 1642 Bernard Petřvaldský z Petřvald
- 1644 Jindřich Ladislav z Weitmile
- 1649–1662 (nebo 1667) Jan Jakartovský ze Sudíc
- 1667–1675 Jan Maxmilián Kobylka ze Schönwiesen
- 1694 Ondřej Roden z Hirzenau
- 1700–1719 František Pruskauer z Freyenfelsu
- 1719–1741 František Antonín Salava z Lípy
- úřad po několik let neobsazen
- 1746–1748 Jiří Bedřich Žalkovský z Žalkovic
- úřad později už neobsazen